# Двайт Сент-Гіллер
Двайт Сент-Гіллер (англ. Dwight St. Hillaire; нар. 5 грудня 1997) — тринідадський легкоатлет, який спеціалізується в бігу на короткі дистанції.

## Спортивні досягнення
Фіналіст (8-е місце) олімпійських змагань з естафетного бігу 4×400 метрів (2021). На Іграх-2021 брав також участь у бігу на 400 метрів, проте зупинився на півфінальній стадії змагань.
Фіналіст (5-е місце) чемпіонату світу в естафетному бігу 4×400 метрів (2022).
Бронзовий призер Панамериканських ігор в естафетному бігу 4×400 метрів (2019).
Чемпіон Ігор Співдружності в естафетному бігу 4×100 метрів (2022).
Чемпіон Тринідаду і Тобаго у бігу на 400 метрів (2022) та в естафетному бігу 4×400 метрів (2016).